# Charles August Kraus
Charles August Kraus (Knightsville, 15 de agosto de 1875 — 27 de junho de 1967) foi um químico estadunidense.
Foi professor de química e diretor dos laboratórios de química na Universidade Clark, onde dirigiu o Serviço de Guerra Química, durante a Primeira Guerra Mundial. Mais tarde, ele se tornou professor de química e diretor dos laboratórios de química na Universidade de Brown, e foi consultor do Projeto Manhattan para desenvolver a bomba atômica. A sua investigação contribuiu para o desenvolvimento da lâmpada de luz ultravioleta, de pyrex, e para a produção de gasolina de etilo (a gasolina com chumbo), e publicou mais de 225 artigos de investigação. Ele era membro da Academia Nacional de Ciências, foi premiado com várias medalhas da Sociedade Americana de Química, incluindo a Medalha Priestley em 1950. Ele foi condecorado com a Medalha Franklin, em 1938, e da Navy Distinguished Public Service Award em 1948.